# Heri Mohr
Heri Hjalt Mohr (13 maggio 1997) è un calciatore faroese, difensore dello Strømmen.

## Carriera

### Club
Mohr ha iniziato la carriera con la maglia dell'HB Tórshavn, per poi passare al TB Tvøroyri. Nel 2017 ha fatto ritorno all'HB Tórshavn, per poi accordarsi con l'AB Argir. È tornato nuovamente all'HB Tórshavn nel 2020, per restarci fino al 2023.
In seguito a questa esperienza, è passato ai norvegesi dello Strømmen, militanti in 2. divisjon. Ha esordito in squadra il 6 aprile 2024, subentrando a Cameron Crestani nella vittoria casalinga per 2-0 arrivata sul Follo.

### Nazionale
Ha giocato nella nazionale faroese Under-17.
Mohr ha esordito per le Fær Øer il 1º settembre 2021: ha sostituito Gunnar Vatnhamar nella sconfitta per 0-4 subita contro Israele, in amichevole.

## Palmarès

### Club

#### Competizioni nazionali
- Campionato faroese: 2

HB Tórshavn: 2013, 2018
- 2. divisjon: 1

Strømmen: 2024 (gruppo 2)